# Astichus arizonensis
Astichus arizonensis är en stekelart som beskrevs av William Harris Ashmead 1888. Astichus arizonensis ingår i släktet Astichus och familjen finglanssteklar. Inga underarter finns listade.